# كينيث هاركنيس
كينيث هاركنيس (بالإنجليزية: Kenneth Harkness)‏ هو لاعب شطرنج أمريكي، ولد في 12 نوفمبر 1896، وتوفي في 4 أكتوبر 1972.